# Gammarellus homari
Gammarellus homari är en kräftdjursart som först beskrevs av J. C. Fabricius 1779.  Gammarellus homari ingår i släktet Gammarellus och familjen Gammarellidae. Arten är reproducerande i Sverige. Inga underarter finns listade i Catalogue of Life.